# Đại Thành, Yên Thành
Đại Thành là một xã thuộc huyện Yên Thành, tỉnh Nghệ An, Việt Nam.
Xã có diện tích 9,06 km², dân số năm 1999 là 2.922 người, mật độ dân số đạt 323 người/km².